# Tanystylum zuytdorpi
Tanystylum zuytdorpi là một loài nhện biển trong họ Ammotheidae. Loài này thuộc chi Tanystylum. Tanystylum zuytdorpi được miêu tả khoa học năm 2009 bởi Arango.